# Túm lông

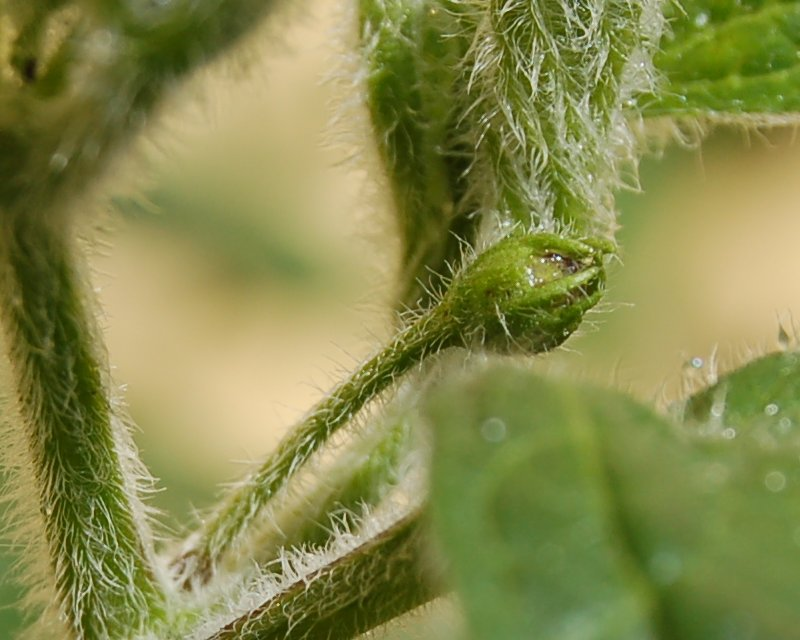
Nụ hoa của cây Capsicum pubescens với nhiều túm lông trên thân

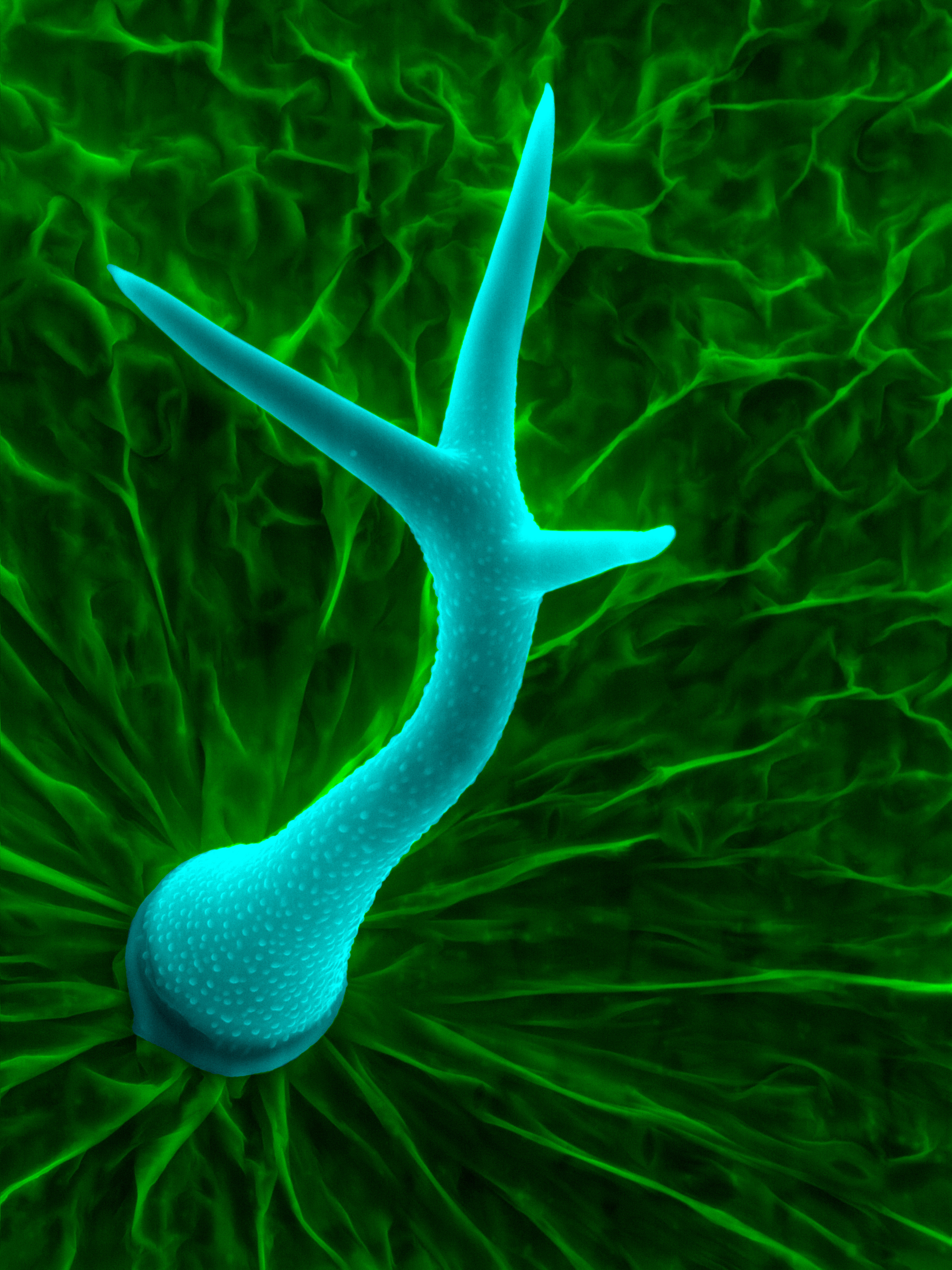
Ảnh kính hiển vi điện tử quét của một túm lông trên lá Arabidopsis thaliana. Cấu trúc này là một tế bào duy nhất

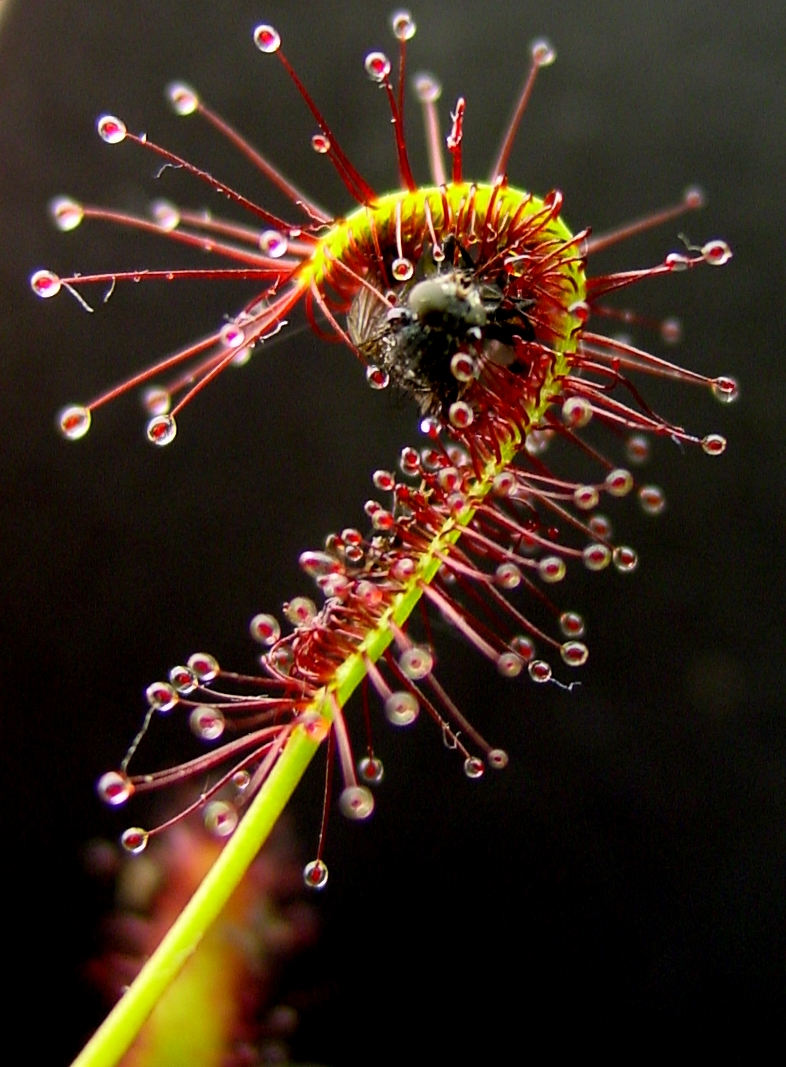
Túm lông dính của một cây bắt ruồi Drosera capensis với một cá thể côn trùng bị mắc kẹt. Đầu lông tiết có chứa enzyme phân giải protein

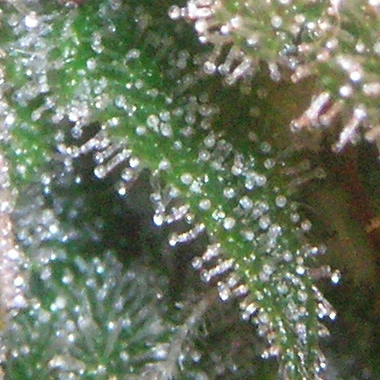
Túm lông trên cây thuộc chi Gai dầu giàu chất cannabinoid

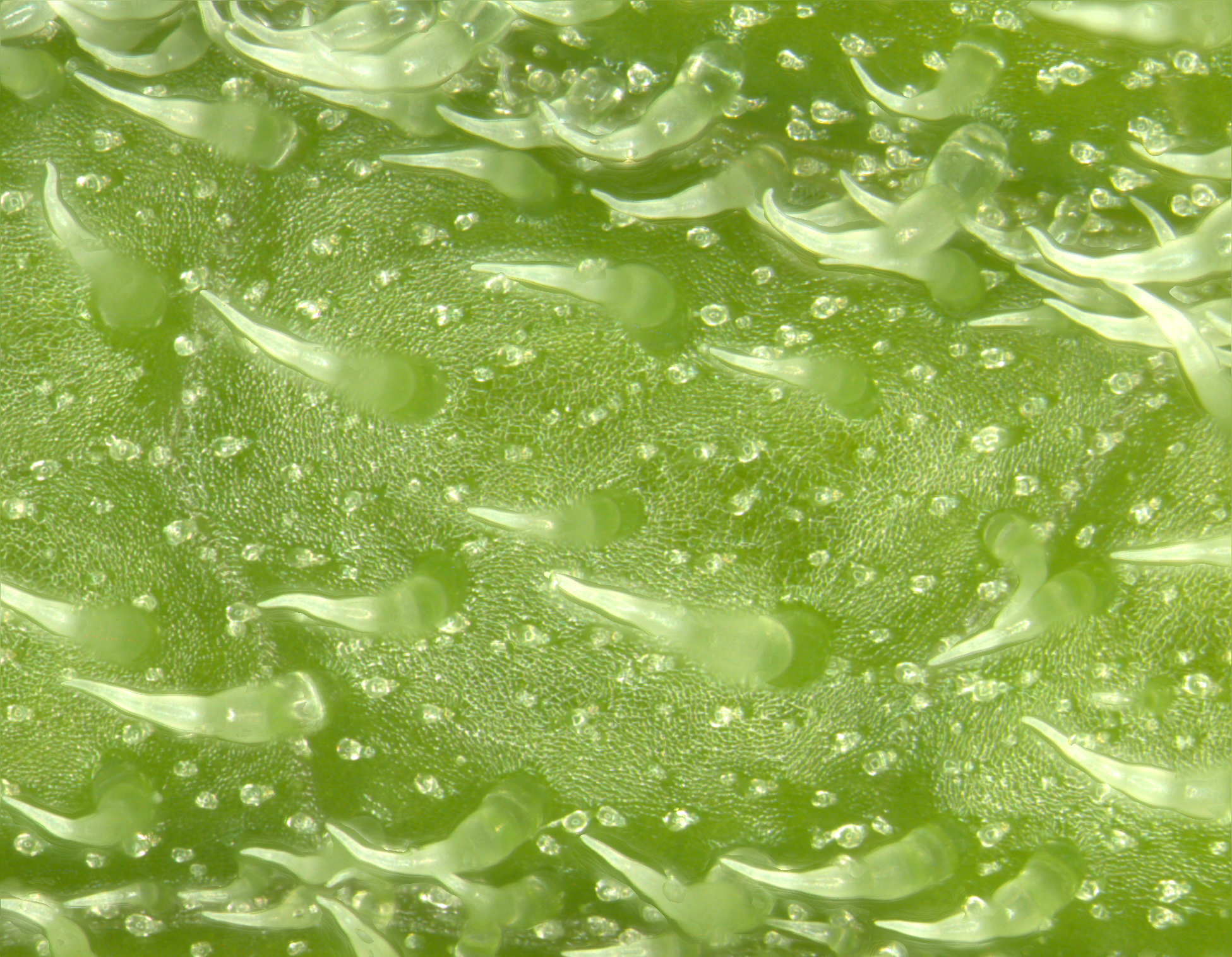
Bề mặt của lá Solanum scabrum phủ đầy túm lông

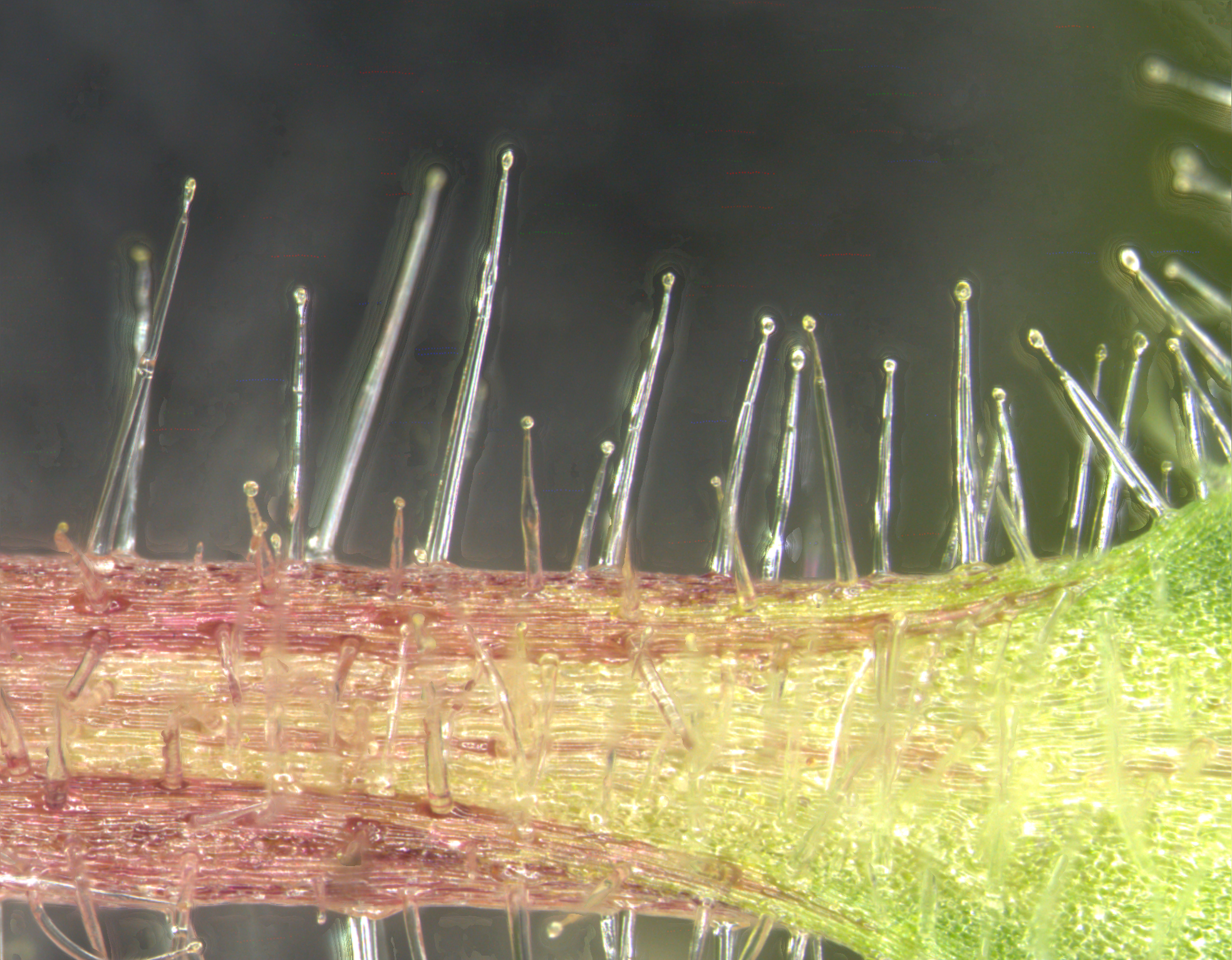
Túm lông trên cuống lá của Solanum quitoense

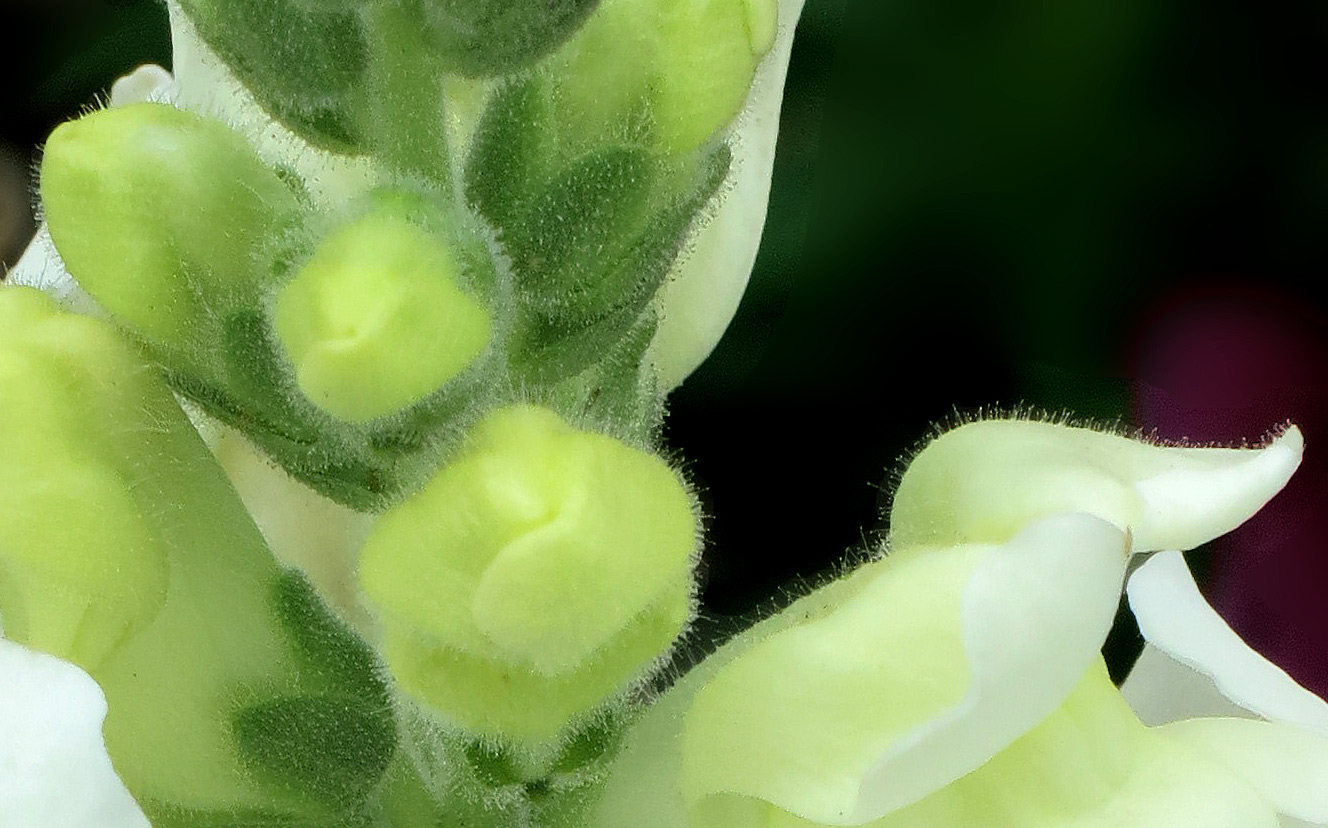
Nụ hoa Antirrhinum majus có túm lông tuyến

Túm lông (tiếng Anh: trichomes /ˈtraɪkoʊmz, ˈtrɪkoʊmz/; từ Ancient Greek  τρίχωμα (tríkhōma) 'tóc') là phần phụ bên ngoài (outgrowths) thực vật, tảo, địa y và một số sinh vật nguyên sinh được hình thành từ một số mô biểu bì phát triển nhô lên. Chúng có cấu trúc và chức năng đa dạng, ví dụ như lông, lông tuyến, vảy và nhú. Một lớp phủ túm lông trên bề mặt một cây gọi là lớp lông (indumentum) và bề mặt mang túm lông được gọi là phủ lông tơ/lông mịn (pubescent). Ngoài ra, còn có các tế bào biểu bì không phải túm lông nhô ra khỏi bề mặt, chẳng hạn như lông rễ.

## Hình dạng và cấu trúc
Kích thước, hình dạng, mật độ và vị trí của lông trên thực vật rất khác nhau, sự hiện diện của chúng giữa các loài và thậm chí trong cùng một loài trên các cơ quan thực vật khác nhau. Túm lông phổ biến là dạng "lông tóc", có thể đơn bào hoặc đa bào, phân nhánh hoặc không phân nhánh. Lông đa bào có thể có một hoặc nhiều lớp tế bào. Các sợi lông phân nhánh có thể có dạng đuôi tua hình cây (dendritic) như ở chi Anigozanthos, búi (tufled), hình sao (stellate) như ở loài Arabidopsis thaliana.
Một loại hình dạng túm lông phổ biến khác là dạng vảy (scale) hoặc hình khiên (peltate), có một cụm tế bào hình tấm hoặc hình khiên gắn trực tiếp trên bề mặt hoặc sinh ra trên một loại cuống nào đó. Ví dụ phổ biến là vảy lá của các loài họ Dứa Bromeliaceae như dứa Ananas comosus, chi Đỗ quyên Rhododendron và loài Hippophae rhamnoides.
Bất kỳ loại lông nào cũng có thể có tuyến và tạo ra một loại chất tiết nào đó, chẳng hạn như tinh dầu được sản xuất bởi chi Bạc hà Mentha và nhiều thành viên khác trong họ Hoa môi Lamiaceae.
Nhiều thuật ngữ trong tiếng Anh được sử dụng để mô tả sự hiện diện, hình thức và hình dáng bên ngoài của túm lông. Những ví dụ bao gồm:
- glabrous, glabrate – thiếu túm lông, bề mặt mịn, trơn láng.
- hirsute – lông thô
- hispid – lông cứng
- articulate – lông đơn bào/ đa bào đơn giản
- downy – lông dài bao phủ gần giống như len
- pilose – lông dài, thẳng, mềm, xòe hoặc dựng đứng
- puberulent – lông phủ toàn phần, lông mịn, ngắn, thường dựng đứng
- puberulous – lông nhỏ và dựng đứng, bao phủ một phần
- pubescent – phủ lông thuộc bất kỳ loại nào
- strigillose – lông ngắn, cứng bao phủ một phần
- strigose – lông thẳng đều, ít nhiều cùng hướng dọc theo mép hoặc gân giữa.
- tomentellous – lông tơ phủ một phần
- tomentose – được bao phủ bởi những sợi lông rậm rạp, bết lại
- villosulous – lông nhung phủ một phần
- villous – có lông dài và mềm, thường cong nhưng không bị bết

## Túm lông ở sinh vật nguyên sinh
Ở một số loài tảo dạng sợi, tế bào cuối có cấu trúc giống như sợi tóc dài được gọi là túm lông. Thuật ngữ tương tự được áp dụng cho các cấu trúc như vậy trong một số vi khuẩn lam, chẳng hạn như Spirulina và Oscillatoria. Túm lông của vi khuẩn lam có thể không có vỏ bọc, như ở Oscillatoria hoặc có vỏ bọc như ở Calothrix. Những cấu trúc này đóng vai trò quan trọng trong việc ngăn chặn xói mòn đất, đặc biệt là ở vùng khí hậu hoang mạc lạnh. Vỏ bọc dạng sợi tạo thành một mạng lưới dính dai dẳng giúp duy trì cấu trúc đất xung quanh.

## Túm lông ở thực vật

### Đặc điểm
Túm lông có nhiều đặc điểm khác nhau giữa cả các loài thực vật và giữa các cơ quan của một loài thực vật. Các đặc điểm này ảnh hưởng đến các chức năng chi tiết mà các loại túm lông có. Một số đặc điểm của túm lông bao gồm:
- Lông đơn bào hoặc đa bào.
- Dạng thẳng (thẳng đứng với ít hoặc không phân nhánh), hình xoắn ốc hoặc dạng móc (đỉnh cong).[2]
- Có hoặc không có tế bào chất.
- Là tuyến tiết hoặc không phải tuyến tiết.
- Uốn khúc không phân nhánh và đơn bào, dạng vảy, dạng ngôi sao.[3]
- Tính hướng trục (adaxial) hay xa trục (abaxial), đề cập đến việc túm lông hiện diện tương ứng ở bề mặt trên (hướng về trục chính của cơ quan) hay bề mặt dưới (hướng ra xa trục chính của cơ quan) lá hoặc cơ quan bên khác.

### Vai trò
Có thể liệt kê một số chức năng hoặc lợi ích cơ bản của việc có túm lông trên bề mặt thực vật. Túm lông có thể bảo vệ cây khỏi nhiều tác hại như tia UV, côn trùng, giảm thoát hơi nước và chóng chịu lạnh giá. Đầu tiên, túm lông cản trở việc tiêu thụ thực vật ở một số động vật ăn thực vật tùy thuộc vào độ cứng và sự khó chịu ở vòm miệng. Túm lông trên cây mọc ở những vùng có lạnh giúp bảo tế bào sống trên bề mặt tránh khỏi sương giá. Ở những nơi có gió, túm lông ngăn cản luồng không khí đi qua bề mặt cây, làm giảm sự thoát hơi nước và giảm mất nhiệt. Lớp phủ lông dày đặc tán xạ ánh sáng mặt trời, bảo vệ các mô mỏng manh hơn bên dưới trong môi trường sống nóng, khô. Ngoài ra, ở những địa điểm có nhiều hơi ẩm đến từ sương mù nhỏ giọt, túm lông tăng diện tích bề mặt cây để các giọt nước có thể ngưng tụ trên đó cung cấp cho cây. Túm lông tiết có chức năng bắt dính, tiêu hóa côn trùng hoặc tiết các hợp chất thực vật phụ trợ cho quá trình tự vệ khỏi động vật.

#### Chống lại tia UV
Cụ thể, ở loài mô hình Cistus salviifolius có nhiều túm lông hướng trục hiện diện trên cây này vì bề mặt trên chịu nhiều tia cực tím (UV) và nhiều bức xạ mặt trời hơn so với bề mặt xa trục (mặt dưới). Túm lông lúc này có vai trò tán xạ bớt ánh sáng mặt trời, bảo vệ mô thực vật phía dưới.

#### Bảo vệ khỏi động vật

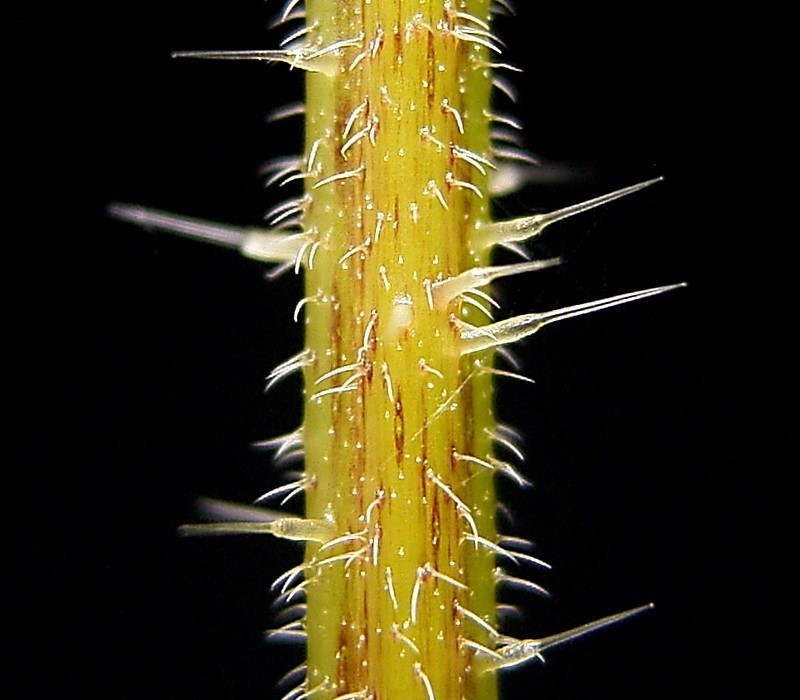
Túm lông chích ở cây Tầm ma Urtica dioica

Thực vật có thể sử dụng túm lông để ngăn chặn các cuộc tấn công của động vật ăn cỏ thông qua các biện pháp vật lý và/hoặc hóa học, ví dụ: những sợi lông chích gây nhức nhối của chi Tầm ma Urtica sử dụng các hóa chất gây viêm như histamine khi chích vào cơ thể động vật. Các nghiên cứu về túm lông tập trung vào việc bảo vệ cây trồng, là kết quả của việc ngăn chặn động vật ăn cỏ. Túm lông chích khác nhau về hình thái và sự phân bố giữa các loài, tuy nhiên tác dụng như nhau đối với động vật ăn cỏ. Ở những khu vực nhạy cảm với động vật ăn cỏ, người ta quan sát thấy mật độ túm lông chích cao hơn. Ở chi Tầm ma Urtica, túm lông chích gây ra cảm giác đau đớn kéo dài hàng giờ khi tiếp xúc với con người. Cảm giác này được cho là một cơ chế bảo vệ chống lại động vật lớn và động vật không xương sống nhỏ, đồng thời đóng vai trò bổ sung khả năng phòng vệ thông qua việc tiết ra các chất chuyển hóa. Các nghiên cứu cho thấy cảm giác này liên quan đến việc giải phóng nhanh chóng chất độc histamine khi tiếp xúc và thâm nhập qua các đầu hình cầu của túm lông nói trên.
Tuy nhiên, một số động vật đã phát triển cơ chế chống lại tác động của túm lông, ví dụ sâu bướm Heliconius charithonia có khả năng tự thoát khỏi túm lông, có khả năng cắn đứt đầu móc túm lông của cây Passiflora lobata và tiết tơ phủ lên trên túm lông để di chuyển dễ dàng hơn. Trên thực tế, đầu móc túm long bị sâu bướm cắn đi đã được tìm thấy trong phân của chúng.

## Ý nghĩa trong phân loại học

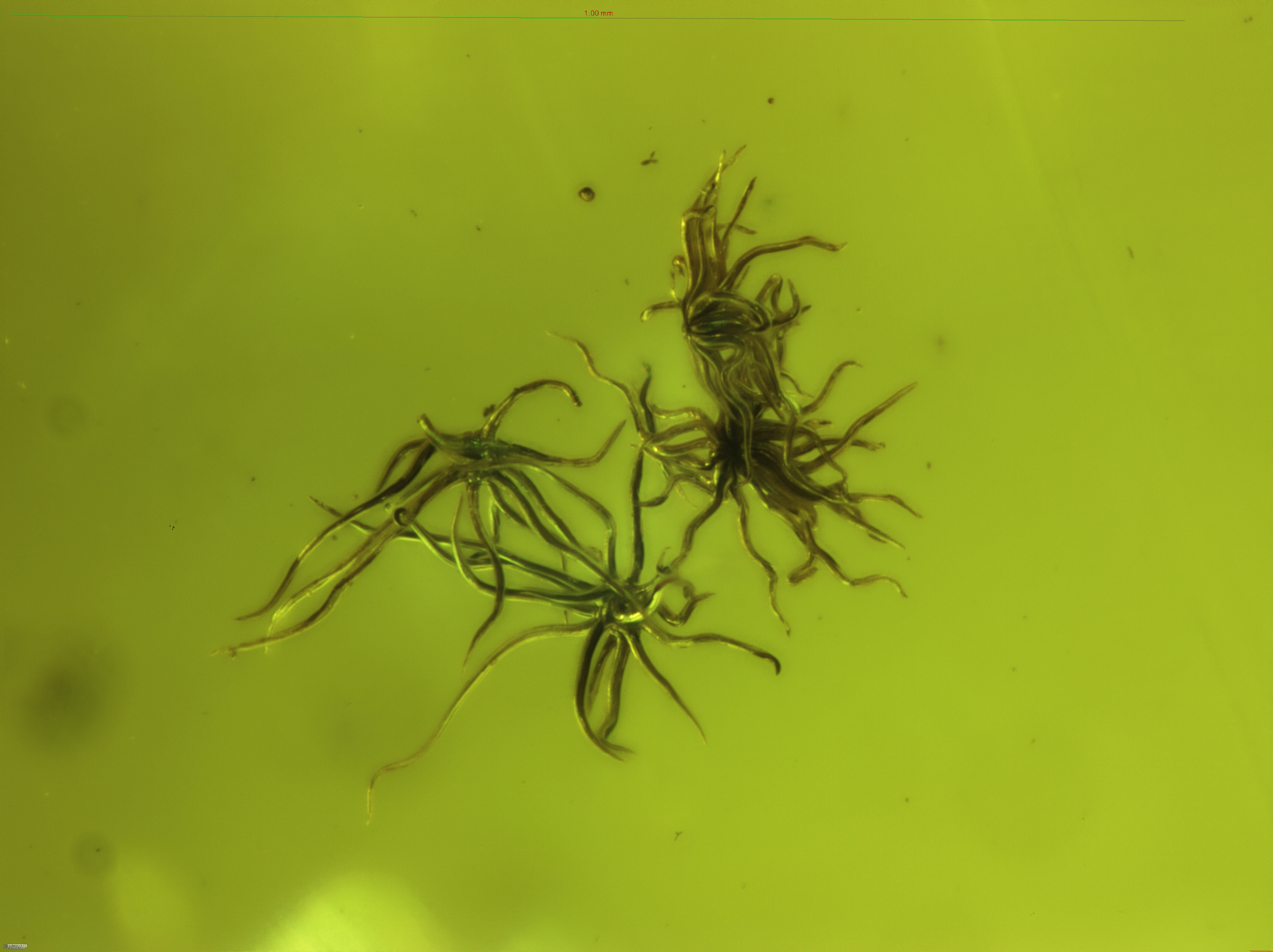
Túm lông hình sao hóa thạch có màu hổ phách Baltic, có thể là của một cây sồi; hình ảnh rộng khoảng 1,0 mm

Sự hiện diện, sự vắng mặt, các đặc điểm của túm lông là những tiêu chuẩn chẩn quan trọng trong việc xác định và phân loại thực vật. Trong khoa học pháp y, những cây như Cannabis sativa có thể được xác định bằng cách kiểm tra vi thể túm lông.
Mặc dù túm lông hiếm khi được tìm thấy dạng hóa thạch, nhưng các tế bào đáy túm lông (trichome bases) thường xuyên được tìm thấy và trong một số trường hợp, cấu trúc tế bào của chúng rất quan trọng để phân loại thực vật.

### Túm lông ở câyArabidopsis thaliana
Túm lông ở cây mô hình Arabidopsis thaliana được ghi nhận là có cấu trúc rỗng (aerial), đơn bào (unicellular), hình ống (tubular).

## Ý nghĩa nghiên cứu sinh học phân tử
Ở cây mô hình Arabidopsis thaliana, sự hình thành túm lông được bắt đầu bởi protein GLABROUS1. Việc loại bỏ gen tạo ra protein này làm cho cây trở nên "nhẵn nhụi". Thí nghiệm về kiểu hình này đã được sử dụng trong các thí nghiệm chỉnh sửa gen và có thể được quan tâm làm dấu hiệu trực quan cho nghiên cứu thực vật nhằm cải thiện các phương pháp chỉnh sửa gen như CRISPR/Cas9. Túm lông còn đóng vai trò là mô hình cho sự biệt hóa tế bào cũng như hình thành phôi theo mẫu (pattern formation) ở thực vật.

## Vai trò đối với con người và sinh vật khác
Lá đậu Phaseolus vulgaris có túm lông đã được sử dụng trong lịch sử để bẫy rệp giường (giống Cimex, ví dụ loài Cimex lectularius) ở Đông Âu. Đầu túm lông dạng móc trên lá đậu bắt côn trùng bằng cách móc vào chân chúng gây vướng víu và khi con bọ vùng vẫy, túm lông tiếp tục đâm vào đốt chân chúng khiến chúng không thể thoát ra.
Túm lông ở thực vật là một phần thiết yếu trong việc xây tổ của loài ong len châu Âu (Anthidium manicatum). Loài ong này kết hợp túm lông từ cây họ Hoa môi Lamiaceae, đặc biệt là các chi Stachys và Betonica vào tổ của chúng bằng cách cạo túm lông tiết ra khỏi mô thực vật và dùng làm lớp lót cho các khoang tổ. Các chất tiết từ túm lông giúp bảo vệ loài ong này chống lại sự tấn công của động vật ăn thịt hoặc ký sinh.